# Piotr III (koptyjski patriarcha Aleksandrii)
Piotr III – patriarcha (papież) Koptyjskiego Kościoła Ortodoksyjnego w latach 477–489. W latach 482–489 był jedynym patriarchą Aleksandrii, zarówno dla miafizytów jak i dla przeciwników tej doktryny. Dążył do pojednania tych grup.